# Richard Barabandy
Richard Barabandy, ou Richard Barabandi (anteriormente Ricardo Barabaudy), nascido em 28 de setembro de 1849 em Milão e morto em 19 de abril de 1915 em Paris, foi um pintor, miniaturista e ilustrador. Ingressou na Academia de Belas Artes desta cidade em 1864, onde estudou até os 20 anos, sob a direção do professor Barthomeo Juliano. Ele próprio então exerceu a cátedra em Milão por seis anos consecutivos.
Em 1879, deixou a Itália para se estabelecer em Paris.
Em 1892, por ocasião do quarto centenário de Cristóvão Colombo, compôs um álbum em vitela composto por cerca de trinta miniaturas de grande valor artístico, que foi oferecido à Rainha Regente de Espanha pelo comité de franceses condecorados com ordens espanholas. No ano seguinte, foi contratado para compor um novo álbum artístico, desta vez destinado ao Papa Leão XIII, por ocasião de seu jubileu episcopal. Como recompensa, o artista foi nomeado cavaleiro da ordem “Pro Ecclesia et pontifica”.
Além dessas obras, dedicou-se a trabalhos de ornamentação para livros, encomendados por Culmer. Ele também fez litografia e foi pioneiro na ilustração de peças de música, um selo de novidade artística muito especial. Entre as obras ilustradas por este artista devemos destacar em particular a Poesia Humana de Jean Sévère e as edições das partituras de muitos compositores dentre os quais Cécile Chaminade. Barabandy morreu em 19 de abril de 1915 em sua casa na rue Boursault, Paris 17th.